# Maurice Feltin
Maurice Feltin (Delle, 15 de mayo de 1883-Thiais, 27 de septiembre de 1975) fue un cardenal y arzobispo católico francés.

## Biografía
Nacido en Delle, Territorio de Belfort, Maurice Feltin estudió en el Seminario de Saint-Sulpice, en París antes de ser ordenado sacerdote el 3 de julio de 1909. Entonces realizó trabajo pastoral en Besanzón hasta 1914, momento em que fue oficial en el ejército francés durante la Primera Guerra Mundial. Por su trabajo, fue premiado con la Croix de Guerre, la Medalla Militar y la Legión de Honor.

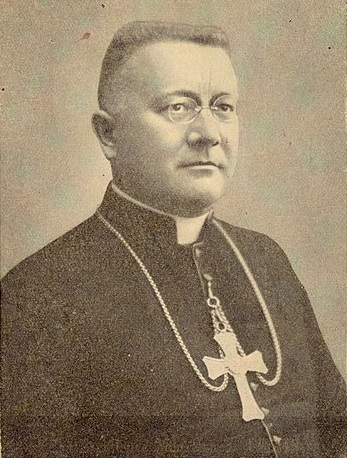
Retrato de Feltin como arzobispo de Burdeos, c. 1935

El 19 de diciembre de 1927, Feltin fue nombrado obispo de Troyes por el papa Pío XI. Recibió la consagración episcopal el 11 de marzo de 1928 del cardenal Henri-Charles-Joseph Binet. Promovido como arzobispo de Sens el 16 de agosto de 1932, y más tarde fue nombrado arzobispo de Burdeos el 16 de diciembre de 1935. El 15 de agosto de 1949, se convirtió en el vigésimo tercer arzobispo de París.
El prelado francés fue nombrado Cardenal presbítero de Santa María de la Paz por el papa Pío XII en el consistorio del 12 de enero de 1953. Fue uno de los cardenales electores que participaron en el cónclave papal de 1958 y en el cónclave papal de 1963. Participó también en el Concilio Vaticano II de 1962 a 1965. Le presentó su renuncia como arzobispo de París el 21 de diciembre de 1966 al papa Pablo VI.
Murió en Thiais, fuera de París, a los 92 años, y fue sepultado en la Catedral de Notre Dame.